# Stephen Russell Mallory senior

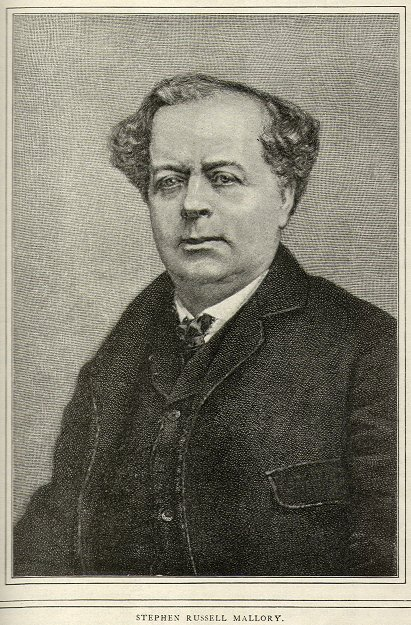
Stephen Russell Mallory (1812/3-1873)

Stephen Russell Mallory (* 1812 oder 1813 auf Trinidad, Kleine Antillen; † 9. November 1873 in Pensacola, Florida) war ein US-Politiker und Marineminister der Konföderierten Staaten von Amerika.

## Herkunft und Werdegang
Seine Eltern wurden nicht erwähnt. Sein Vater verstarb, als er zwei Jahre alt war. Er übersiedelte daraufhin mit seiner Familie 1820 nach Key West, Florida. Seine Mutter eröffnete dort eine Pension. Er besuchte zunächst eine Schule in Mobile, Alabama und ab 1826 die Herrnhuter Schule für Knaben in Nazareth, Pennsylvania. Von 1833 bis 1840 diente er als Zollinspektor in Key West und studierte gleichzeitig Jura. Nach erfolgreichem Abschluss wurde er in Key West als Anwalt zugelassen. 1838 heiratete er Angela Moreno. Sie hatten zwei Töchter und drei Söhne. Einer seiner Söhne, Stephen Russell Mallory junior, startete nicht ohne der Hilfe seines Namens eine Karriere im US-Repräsentantenhaus und im US-Senat. Mallory war ein Countyrichter im Monroe County, Florida und von 1840 bis 1845 Einnehmer im Hafen von Key West. Er erwarb sich bald einen hervorragenden juristische Ruf und begann sich in der Demokratischen Partei zu engagieren.

## Politische Karriere
Das Parlament von Florida wählte Mallory 1851 in den US-Senat. Dort diente er zehn Jahre lang und war in dieser Zeit Mitglied im Ausschuss für Marineangelegenheiten. 1860 wechselte er zu den Anhängern der Sezession. Als Florida aus der Union austrat, trat er als US-Senator zurück und kehrte nach Pensacola, FL zurück. 

## Sezessionszeit

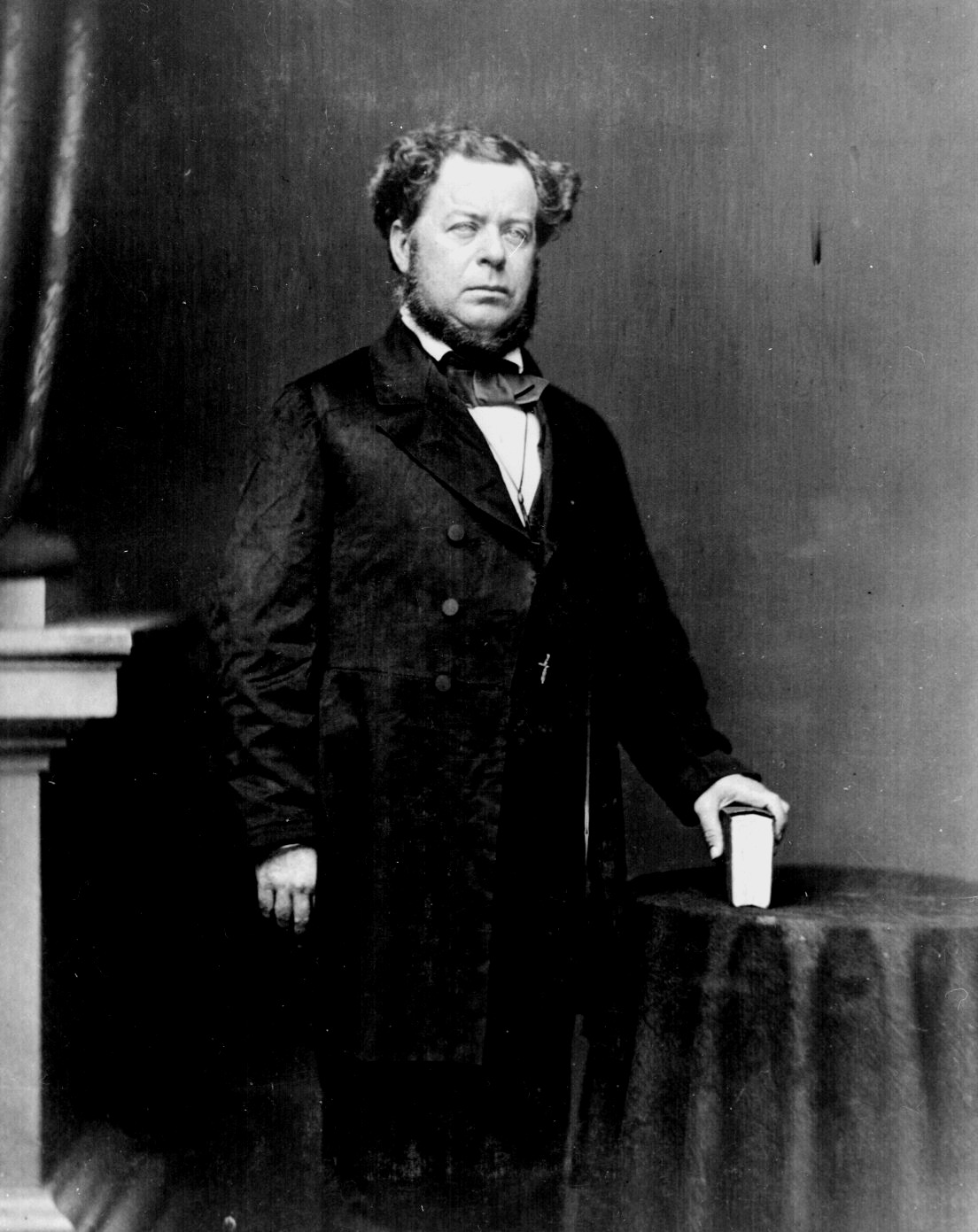
Stephen Russell Mallory

Am 4. März 1861 ernannte ihn CS-Präsident Jefferson Davis zum Marineminister, eine Position, die er bis zum Ende des Krieges behielt. Die Gestaltung seiner Verwaltungs- und Organisationsarbeit war schwierig, da sein Ministerium gegenüber dem Kriegsministerium nachgeordnet war. Die beiden Ministerien haben auch niemals effizient zusammengearbeitet. Mallory hatte beim Aufbau der Marine große Probleme wegen des Mangels an ausgebildeten Arbeitern und Fabriken, weshalb er gezwungen war, mit privaten Firmen zurechtzukommen. Obwohl sein Ministerium - anders als das Kriegsministerium - ständig durch Einmischung von Präsident Davis, der wenig Ahnung von der Seekriegsführung hatte, in seiner Arbeit behindert wurde, galt Mallory als der eigentliche Oberbefehlshaber der Marine. Die konföderierte Marine konnte es aber in punkto Kampfkraft nie mit der US-Navy aufnehmen. Zusammen mit dem Marineagent James Dunwoody Bulloch reiste er 1862 sogar selbst als Gesandter nach England, um dort ein Panzerschiff auf Kiel legen zu lassen, der die US-Blockadeschiffe von den Küsten der Konföderation vertreiben sollte. Er experimentierte auch mit geplanter Wirtschaftskriegführung – obwohl er niemals ein Schiff der CS-Marine zur Durchbrechung der US-Blockade benutzt hätte. Es war seine Idee, für die konföderierte Marine, bedingt durch die begrenzten konföderierten Ressourcen, eigene Panzer- oder Kassemattschiffe zu entwickeln. Bei Kriegsende floh er mit dem Präsidenten aus Richmond, Virginia, verließ jedoch die Gruppe in Washington, Georgia, um die Flucht allein fortzusetzen. Er schlug sich nach Atlanta, GA, durch und suchte dann bei seiner Familie in LaGrange, GA, Zuflucht. Als Oberbefehlshaber der konföderierten Marine wurde vor allem er von den Nordstaaten für die „Piratenschandtaten“ der Kapperschiffe verantwortlich gemacht. Er fürchtete daher, dass man ihn deswegen vor Gericht stellen und anschließend aufhängen würde. Am 20. Mai 1865 wurde er von Unionstruppen, gemeinsam mit CS-Senator Benjamin Harvey Hill verhaftet. Beide versuchten zu fliehen, wurden aber gefangen genommen und im Fort LaFayette im Hafen von New York City, New York interniert.

## Nachkriegszeit
Nach seiner Freilassung im März 1866 nahm Mallory seine Anwaltstätigkeit in Pensacola, FL wieder auf, ohne sich weiter politisch zu engagieren. Er lebte in dieser Stadt bis zu seinem Tod am 9. November 1873 und wurde auch dort auf dem St. Michael’s Friedhof beerdigt.